# Birnin Kebbi
Birnin Kebbi is een stad in Nigeria en is de hoofdplaats van de staat Kebbi.
Birnin Kebbi telt ongeveer 116.000 inwoners.
De stad ligt aan de rivier Sokoto, die ook wel Kebbi wordt genoemd.